# Малищин
Малищин (пол. Małyszczyn) — село в Польщі, у гміні Городиськ Сім'ятицького повіту Підляського воєводства.
Населення — 70 осіб (2011).
У 1975-1998 роках село належало до Білостоцького воєводства.

## Демографія
Демографічна структура станом на 31 березня 2011 року:
|          | Загалом | Допрацездатний вік | Працездатний вік | Постпрацездатний вік |
| -------- | ------- | ------------------ | ---------------- | -------------------- |
| Чоловіки | 34      | 5                  | 20               | 9                    |
| Жінки    | 36      | 8                  | 14               | 14                   |
| Разом    | 70      | 13                 | 34               | 23                   |